# Salles-de-Villefagnan
Salles-de-Villefagnan is een gemeente in het Franse departement Charente (regio Nouvelle-Aquitaine) en telt 325 inwoners (1999). De plaats maakt deel uit van het arrondissement Confolens.

## Geografie
De oppervlakte van Salles-de-Villefagnan bedraagt 13,1 km², de bevolkingsdichtheid is 24,8 inwoners per km².
De onderstaande kaart toont de ligging van Salles-de-Villefagnan met de belangrijkste infrastructuur en aangrenzende gemeenten.

## Demografie
Onderstaande figuur toont het verloop van het inwonertal (bron: INSEE-tellingen).